# Joaquín Rodrigo
Joaquín Rodrigo, španski skladatelj, * 22. november 1901, Sagunto, Valencija, † 6. julij 1999, Madrid.

## Življenjepis
Bil je najmlajši otrok Juane in Vincenta Rodriga. Rodil se je 22. novembra leta 1901 v mestu Sagunto v Valenciji (vzhodna Španija). Po srečnem naključju je delil svoj rojstni dan s sveto Cecilijo, zaščitnico glasbe in glasbenikov. Ko je bil star tri leta, je prebolel davico, vendar mu je hudo poškodovala vid. Kljub mnogim operacijam v otroštvu in kasneje je popolnoma oslepel.
Rodrigo se ni nikoli čutil kakorkoli oviranega zaradi slepote in občnstvu je poklonil nekaj najlepših koncertov za kitaro. Ko je bil malo starejši, je zanj skrbel Rafael Ibanez, očetov uslužbenec. Bil je Rodrigov pomočnik in prepisovalec not. Rodrigo je o njem dejal: «Posodil mi je oči.«
Šestnajstleten je bil že trdno prepričan, da se bo preživljal kot glasbenik ali kot skladatelj, zato je leta 1917, kljub nasprotovanju očeta, ki je bil trgovec in posestnik, v Valenciji pri Francisu Antichu začel študirati harmonijo in kompozicijo. Rodrigo pravi: »Moj oče je bil izjemno strog. Hvalabogu, da ga vsaj enkrat nisem poslušal. Če bi ga, bi bili vse življenje revni kot cerkvene miši.« 
Rodrigovi učitelji so spodbujali njegovo glasbeno nadarjenost in leta 1925, potem ko je že napisal nekaj uspešnih del, čutili, da mora iti študirati v tujino. Tako se je vpisal na L'Ecole Normal v Parizu, kjer je študiral pri Paulu Dukasu. Rodrigo je tako sledil stopinjam mnogih španskih skladateljev, med drugim Granadosu in Manuelu de Falli. Slednji je zelo vplival na Rodrigovo življenje in glasbo.
V Parizu je spoznal prelepo pianistko Victorio Kamhi s katero se je kasneje tudi poročil. Skladatelj je sam dejal, da je »z njim delila življenje, lakoto, delo in slavo.«
Leta 1939 je napisal veliko delo Concierto de Aranjuez. Navdih je našel v španskem življenju 18. stoletja, še posebej v parkih in palači Aranjuez.
Leta 1954 je Rodrigo posvetil delo Fantasía para un gentilhombre znamenitemu španskemu kitaristu Segovii. Delo so navdihnile teme kitarista Gasparja Sanza iz 17. stoletja, s koncertom pa se Rodrigo pokloni tako Sanzu kot Segovii.
Rodrigova koncerta za kitaro, polna ljudskih melodij, razporejenih v klasičen okvir, sta kitari pomagala, da se je uvrstila med resna koncertna glasbila.

## Skladbe
- Violončelo in orkester:
  - Concierto en modo galante (1949)
  - Concierto como un divertimento (1978-1981)

- Flavta in orkester:
  - Concierto pastoral (1978)

- Kitara:
  - Invocación y Danza (1961 - prva nagrada ORTF Coupe de la Guitare)

- Kitara in orkester:
  - Concierto de Aranjuez (1939), priredba za flavto in orkester (James Galway), priredba za harfo in orkester.
  - Concierto Andaluz (1967 - za 4 kitare)
  - Concierto para una fiesta (1982)
  - Fantasia para un Gentilhombre (1954)
  - Concierto Heroico (1942 - državna glasbena nagrada)
  - Concierto Madrigal (1968 - 2-kitari)

- Harfa in orkester:
  - Concierto serenata (1954)

- Klavir in orkester:
  - Juglares (1923 - za 2 klavirja, prvo javno izvedeno delo: 1924, dvorana Orquesta Sinfónica de Valencia)
  - Concierto heroico (1943)

- Violina in orkester:
  - Concierto de estío (1944)

- Simfonične pesnitve in zborovske skladbe:
  - Per la Flor del Lliri Blau (1934, simfonična pesnitev - prva nagrada na Círculo de Bellas Artes)
  - Ausencias de Dulcinea (1948 - prva nagrada na tekmovanju Cervantes)
  - Tres viejos aires de danza (1994)
  - Villancicos y Canciones de Navidad (1952 - nagrada Ateneo de Madrid)